# Mont Cenis

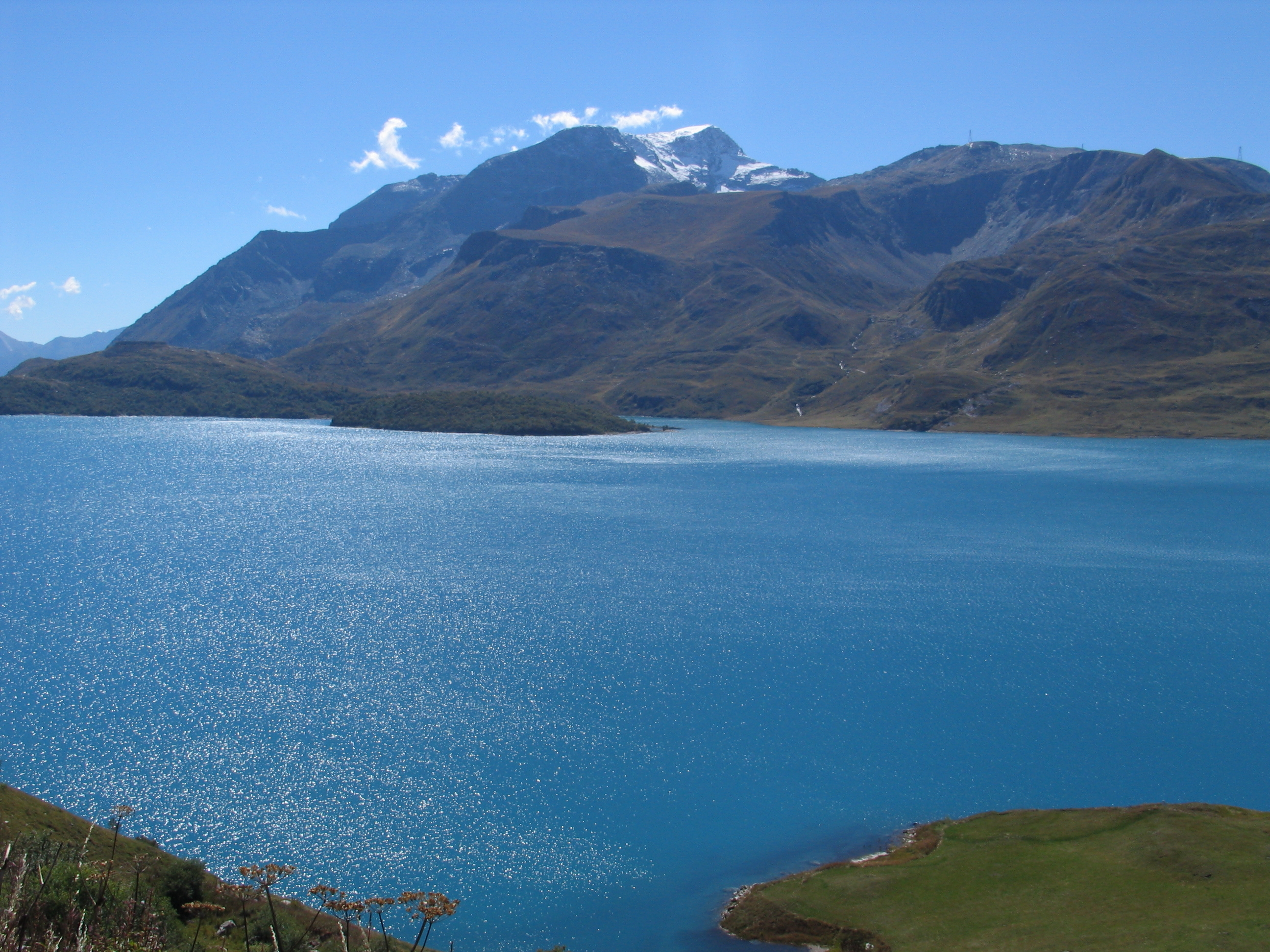
Mont Cenis med reservoar i förgrunden.

Mont Cenis är ett bergsmassiv, genomkorsat av bergspasset Col du Mont Cenis i Grajiska alperna, på gränsen mellan Savojen i Frankrike och Italien.
Passet är beläget 2 098 meter över havet. Redan i forntiden gick en väg fram här. 1802–1810 lät Napoleon bygga vägen Lanslebourg–Susa, mellan Arcs och Dora Riparias daler. efter öppnandet av den viktiga Mont-Cenistunneln på vägen Paris-Turin är passet föga trafikerat.